# 河西喜義
河西 喜義（かわにし きよし、1949年6月3日 - ）は、日本の元俳優、元声優。劇団近代座に所属していた。別名義：河西 清（読み同じ）。
2010年代初頭から映像コンテンツ権利処理機構に連絡のとれない権利者として掲載されていたが、2024年3月時点で存命が確認されている。

## 出演作品

### テレビドラマ
- NHK大河ドラマ（NHK）
  - 風と雲と虹と（1976年） - 民人
  - 花神（1977年） - 光明寺党刺客
- 白い牙 第13話「トランペットは子守唄がお好き」（1974年、TBS）
- 少年探偵団 第7話・第8話「10億円の埋蔵金」（1975年、NTV） - 幽霊部隊
- 赤とんぼ（1978年、フジテレビ）
- 松本清張シリーズ・一年半待て（1978年、NHK） - 工員
- 連続テレビ小説 おていちゃん（1978年、NHK） - 近所の人びと

### テレビアニメ
- チャージマン研!（1974年、泉博[要出典]）※ノンクレジット
- グロイザーX（1976年、ドゴス元帥）※河西清名義
- 星の王子さま プチ・プランス（1978年、父、召使いB）
- 科学冒険隊タンサー5（1979年、アナウンサー）

### 吹き替え
- 荒野の用心棒 ※TBS旧録版